# 六曜舎
六曜舎（ろくようしゃ）は、沖縄県沖縄市照屋にある喫茶店で、ジャズ喫茶としても知られている。

## 概要
1979年に、地元出身の徳里末子（当時は旧姓）が開店した喫茶店で、店名は彼女が東京に住んでいた頃に通っていた中野区の喫茶店「六曜舎」に由来する。その後、大分県出身で、「城島ジャズイン」の運営に関わった後、沖縄へ移住していた徳里勝二（2014年死去）が1990年代前半に末子と結婚し、私物だったアルテックのスピーカーを店に持ち込んでマスターとなった。やがて勝二は、沖縄でジャズ評論家としても活動するようになった。
喫茶店であり、メニューにはハーブティなどもある。食事では、沖縄市地域資源選定制度 KOZA Choice（コザチョイス）にも選ばれた「よろこびグラタン」のほか、カレーライスや果物のケーキなどがある。
店には猫がいる。
店舗は1階にあるが、2階には展示・イベント用のスペース「コザクロ」が設けられている。